# Groß Beuchow
Groß Beuchow, niedersorbisch Buchow, ist ein Ortsteil der Stadt Lübbenau/Spreewald im nördlichen Teil des Landkreises Oberspreewald-Lausitz im Süden des Landes Brandenburg. Bis zur Eingemeindung am 26. Oktober 2003 war Groß Beuchow eine eigenständige Gemeinde.
Zum Ortsteil Groß Beuchow gehört auch der Gemeindeteil Klein Beuchow. Am 31. Dezember 2022 hatte der Ortsteil 437 Einwohner, davon lebten 267 in Groß Beuchow und 170 in Klein Beuchow.

## Lage
Groß Beuchow liegt in der Niederlausitz, rund vier Kilometer südwestlich von Lübbenau, zwölf Kilometer nordwestlich von Calau und 32 Kilometer westlich von Cottbus. Der Ortsteil grenzt im Norden an Klein Radden und Krimnitz, im Nordosten an Zerkwitz, im Osten an Groß Klessow mit dem Gemeindeteil Klein Klessow, im Südosten an Kittlitz mit den Gemeindeteilen Eisdorf und Lichtenau, im Süden an den Calauer Ortsteil Zinnitz und im Westen an Hindenberg.
Südwestlich von Groß Beuchow befindet sich der Naturpark Niederlausitzer Landrücken, nördlich der Spreewald. Im Süden befindet sich der aus dem Tagebau Schlabendorf-Nord entstehende Lichtenauer See. Groß Beuchow liegt am nordwestlichen Rand des amtlichen Siedlungsgebietes der Sorben/Wenden in Brandenburg.
Groß Beuchow liegt an der Landesstraße 526 (Luckau–Lübbenau) und westlich des Autobahndreiecks Spreewald, an dem die Bundesautobahn 15 in die direkt nördlich von Groß Beuchow verlaufende Bundesautobahn 13 übergeht. Diese verläuft zwischen Groß und Klein Beuchow. Unmittelbar östlich von Groß Beuchow liegt die Anschlussstelle „Lübbenau“.

## Geschichte

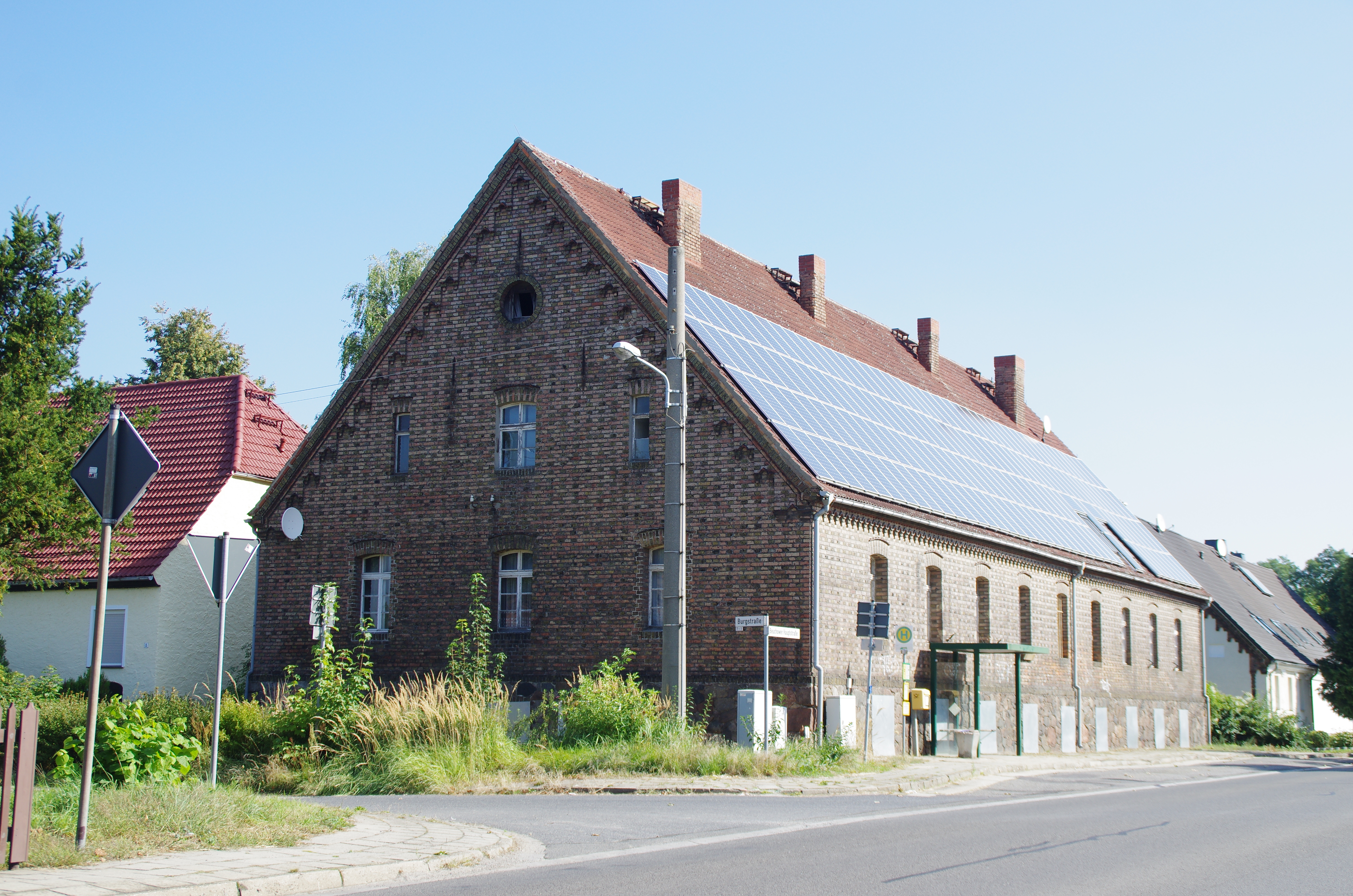
Ehemaliges Gutsverwalterhaus

Der Ortsname von Groß Beuchow leitet sich von einem Personennamen ab. Dieser könnte Bych gelautet haben, so dass Bychov den Ort eines Bychs bezeichnete. Der Ortsname wurde 1350 als Bichow und 1453 als Großen-Bychow genannt. Der niedersorbische Ortsname wurde 1761 als Buchow erwähnt. Die Gemarkung wurde bereits in der Bronzezeit besiedelt, was Urnengräberfelder nördlich von Groß Beuchow beweisen. Später entstand ein Slawischer Burgwall, an dessen Stelle befindet sich heute die Autobahnabfahrt der A 13. Rudolf Lehmann beschreibt die Dorfstruktur als „langes Straßendorf“.
Groß Beuchow war lange Zeit ein zweigeteiltes Dorf, der größte Teil des Ortes gehörte als Exklave zur Herrschaft Storkow. Nur ein kleiner Teil von Groß Beuchow zählte zum sächsischen Calauischen Kreis, der auch den Rest der Ortschaft umgab. Im Jahr 1550 kam der storkowische Teil von Groß Beuchow zur Mark Brandenburg. Um 1570 umfasste der Ort fünfeinhalb Ritter- und dreizehn Bauernhufen. Groß Beuchow war damals Kirchdorf, die Kirche wurde im Jahr 1574 aufgegeben. Seitdem gehört Groß Beuchow kirchlich zu Zerkwitz. In den Jahren 1679 und 1681 erwarben die Grafen zu Lynar zunächst den brandenburgischen und danach den sächsischen Teil des Ortes. Im Jahr 1763 lebten im brandenburgischen Anteil zehn Kossäten und ein Büdner, im sächsischen Teil verzeichnete man drei Untertanen und ein Vorwerk.
Ende des 18. Jahrhunderts gab es im märkischen Anteil von Groß Beuchow einen Dorfkrug, eine Försterei und eine Windmühle. Als Folge des nach dem Vierten Koalitionskrieg gefassten Tilsiter Friedens kam im Jahr 1807 zunächst das gesamte Dorf zum Königreich Sachsen, im Ergebnis des Wiener Kongresses acht Jahre später wurde das gesamte Dorf dem Königreich Preußen zugeschlagen. Bei der Gebietsreform im Jahr 1816 wurde Groß Beuchow dem Landkreis Calau in der Provinz Brandenburg zugeordnet. Bei der Volkszählung 1844 hatte Groß Beuchow 242 Einwohner. Am 1. Dezember 1871 lebten in der Landgemeinde und im Gutsbezirk Groß Beuchow zusammen 263 Einwohner in 46 Haushalten, von den Einwohnern waren 129 Männer und 134 Frauen; 52 Einwohner waren Kinder unter zehn Jahren. Bis zur Jahrhundertwende ging die Einwohnerzahl auf 212 zurück. Spätestens 1928 wurde der Gutsbezirk Groß Beuchow in die Landgemeinde eingegliedert.
Nach dem Ende des Zweiten Weltkrieges wurden die Grafen zu Lynar enteignet und das ehemalige Gutsland auf Neubauern verteilt. Groß Beuchow gehörte zunächst zur Sowjetischen Besatzungszone und ab 1949 zur DDR. Am 1. Juli 1950 wurde Groß Beuchow aus dem Landkreis Calau in den Landkreis Lübben umgegliedert, bei der Kreisreform am 25. Juli 1952 kam die Gemeinde zum neu gebildeten Kreis Calau im Bezirk Cottbus. Ebenfalls 1952 wurde im ehemaligen Jagdhaus ein Kindergarten eingerichtet. Am 1. Januar 1956 wurde die Nachbargemeinde Klein Beuchow eingemeindet. Ende der 1950er-Jahre bildeten die Landwirte aus Groß und Klein Beuchow die Landwirtschaftliche Produktionsgenossenschaft „Vorwärts“, die 1973 zu einer Kooperative Abteilung Pflanzenproduktion umkonzipiert wurde. Nach der Wiedervereinigung lag Groß Beuchow zunächst im brandenburgischen Landkreis Calau, der am 6. Dezember 1993 im Rahmen einer Kommunalreform im neuen Landkreis Oberspreewald-Lausitz aufging.
Bereits im Jahr 1992 schloss sich die damalige Gemeinde Groß Beuchow zur Erledigung ihrer Verwaltungsgeschäfte dem Amt Lübbenau/Spreewald an. Am 26. Oktober 2003 wurde Groß Beuchow zusammen mit den anderen Gemeinden des Amtes Lübbenau/Spreewald in die Stadt Lübbenau/Spreewald eingemeindet. Das Amt wurde dadurch aufgelöst.

## Bevölkerungsentwicklung
| Jahr | Einwohner |
| ---- | --------- |
| 1875 | 238       |
| 1890 | 221       |
| 1910 | 225       |

| Jahr | Einwohner |
| ---- | --------- |
| 1925 | 238       |
| 1933 | 229       |
| 1939 | 194       |

| Jahr | Einwohner |
| ---- | --------- |
| 1946 | 369       |
| 1950 | 365       |
| 1964 | 689       |

| Jahr | Einwohner |
| ---- | --------- |
| 1971 | 478       |
| 1981 | 395       |
| 1985 | 371       |

| Jahr | Einwohner |
| ---- | --------- |
| 1989 | 377       |
| 1996 | 437       |
| 2002 | 462       |

Gebietsstand des jeweiligen Jahres, ab 1964 mit Klein Beuchow

## Sehenswürdigkeiten
In Groß Beuchow befinden sich drei Baudenkmale der Stadt Lübbenau: ein Landwarenhaus und das Gutsverwalterhaus an der Hauptstraße sowie das Jagdhaus mit dem Nebengebäude und einem Verbindungsbau. Bei dem Nebengebäude handelt es sich um eine ehemalige Kirche, diese wurde 1574 aufgegeben.

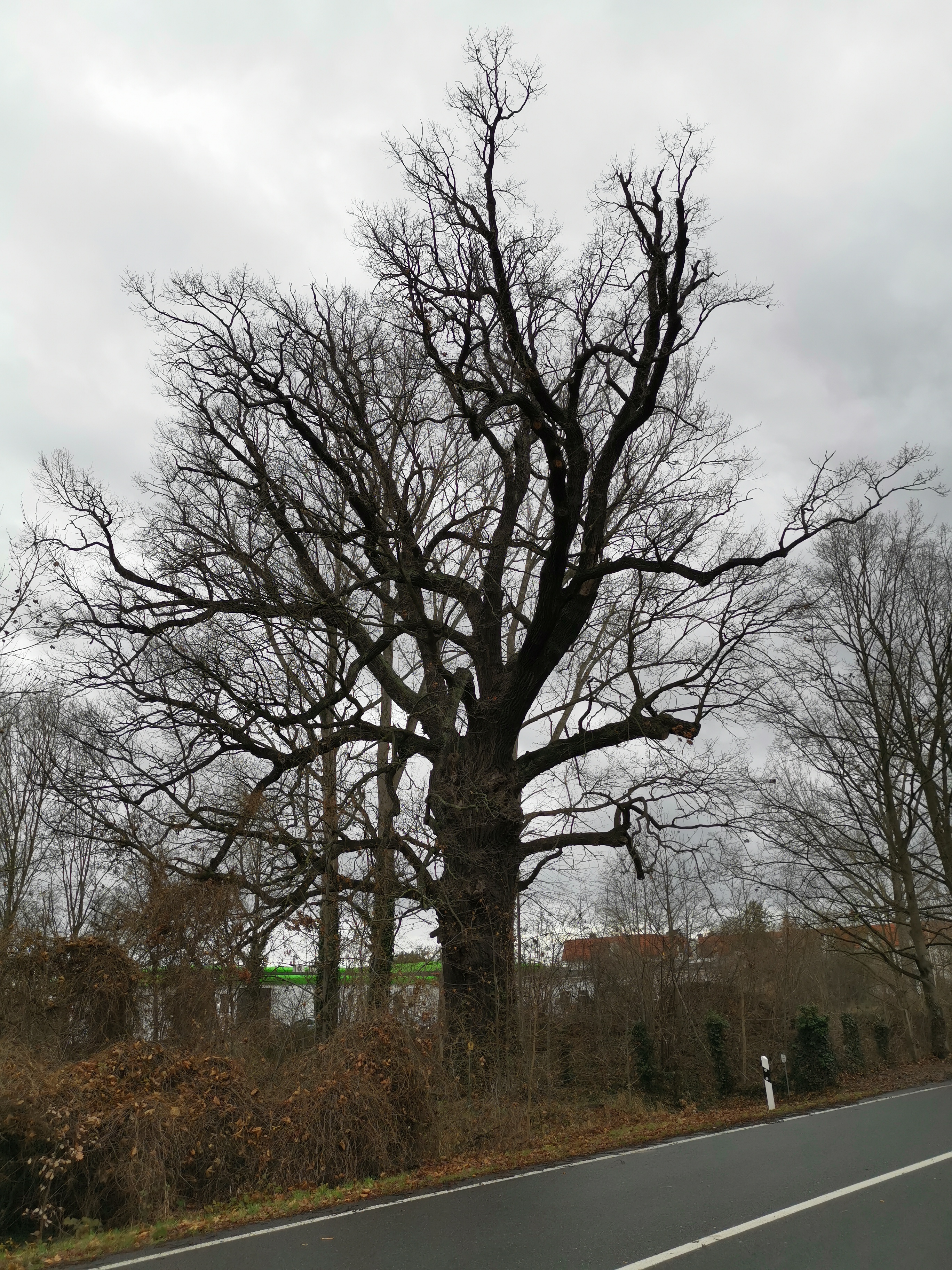
Naturdenkmal Stieleiche an der Bundesautobahn 13

Im Ort steht eine der fünfzig dicksten Eichen Deutschlands mit einem geschätzten Alter von 280 bis 350 Jahren und einem Brusthöhenumfang von 8,39 m.

## Einrichtungen, Vereine und Kultur

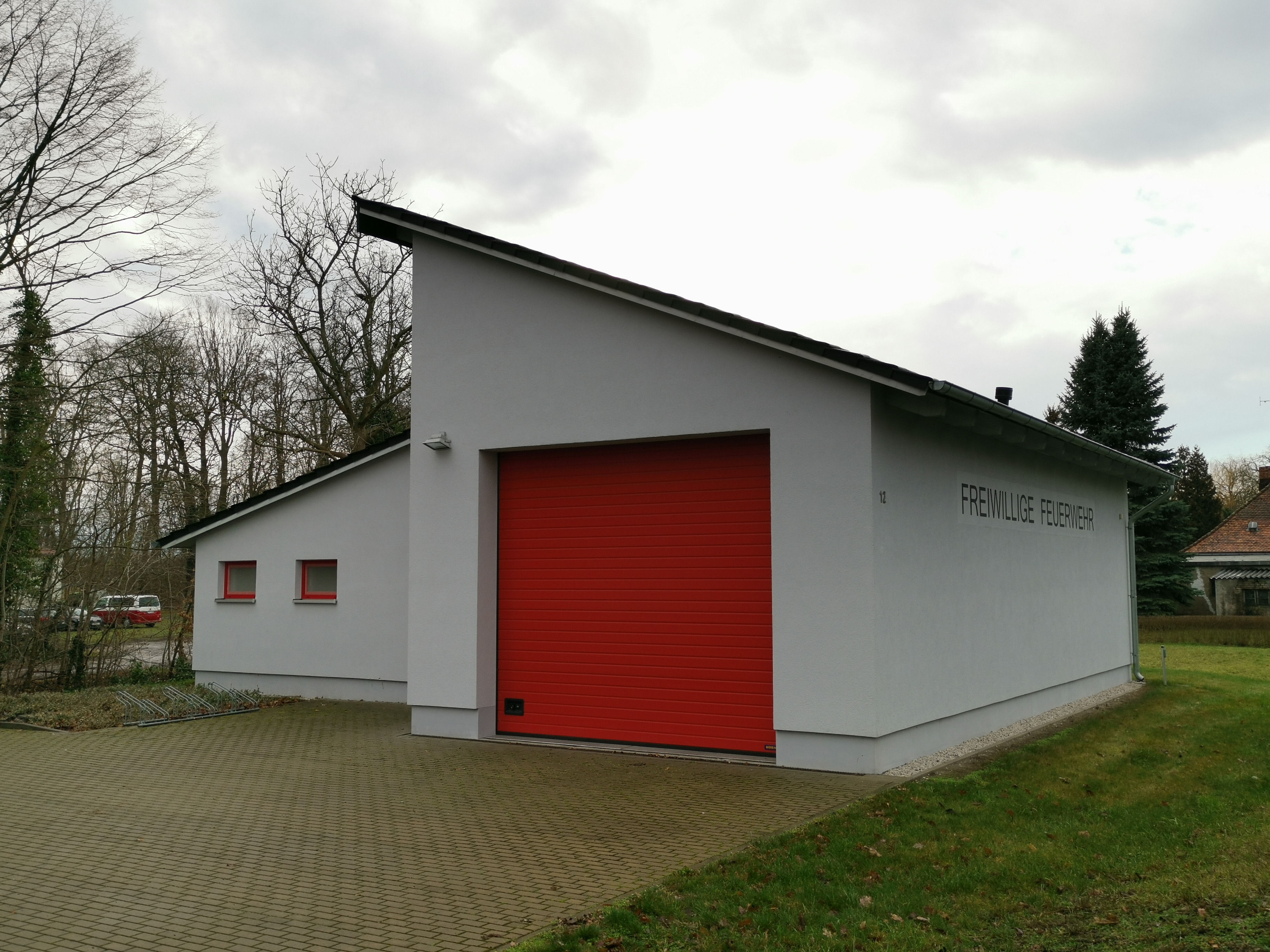
Neues Gerätehaus der Freiwilligen Feuerwehr

Die Freiwillige Feuerwehr in Groß Beuchow wurde 1913 gegründet und ist heute eine Ortswehr der Freiwilligen Feuerwehr Lübbenau. Das alte Gerätehaus wurde als Anbau an das ehemalige Jagdhaus gebaut und im Rahmen dessen Sanierung abgerissen, für die Feuerwehr wurde danach ein neues Gerätehaus gebaut.
In Groß Beuchow findet neben dem jährlichen Dorffest seit den 1990er-Jahren das Behindertensportfest des Landkreises statt. Der örtliche Sportverein ist die SG Grün-Weiß Groß Beuchow.

## Persönlichkeiten
- Albert Schubert, Leiter der Ermittlungsabteilung im Ministerium für Staatssicherheit, wurde am 11. August 1923 in Groß Beuchow geboren.